# Roald Larsen
Roald Morel Larsen (Kristiania, 1 februari 1898 - 28 juli 1959) was een Noorse langebaanschaatser.
Roald Larsen was een van de beste schaatsers tijdens de jaren 20 van de 20e eeuw. Hij won bij zijn internationale schaatsdebuut op het WK allround van 1922 de zilveren medaille. Zijn topjaar was 1924. Bij de Olympische Winterspelen, die in Chamonix plaatsvonden, moest Larsen zijn meerdere erkennen in de Fin Clas Thunberg, maar ging met vijf medailles terug naar Noorwegen. Dertien dagen later werd hij in Kristiana op zijn thuisbaan Europees kampioen en weer veertien dagen later in Helsinki werd hij wereldkampioen allround. Bij zijn tweede deelname aan de Winterspelen in Sankt Moritz behaalde hij nog een bronzen medaille op de 500 meter en een vierde plaats op de 1500 meter.
Larsen stelde één wereldrecord scherper. In 1928 werd het 14 jaar oude record op de 500 meter van Oscar Mathisen verbeterd tot 43,1.

## Records

### Persoonlijke records
| Afstand      | Tijd    | Datum            | Baan      |
| ------------ | ------- | ---------------- | --------- |
| 500 meter    | 43,1    | 4 februari 1928  | Davos     |
| 1000 meter   | 1.31,8  | 3 februari 1929  | Hamar     |
| 1500 meter   | 2.21,3  | 1 januari 1928   | Oslo      |
| 3000 meter   | 5.21,7  | 5 maart 1935     | Tønsberg  |
| 5000 meter   | 8.34,4  | 10 februari 1924 | Kongsberg |
| 10.000 meter | 17.40,3 | 17 februari 1924 | Oslo      |

### Wereldrecords
| Nr. | Afstand   | Tijd | Datum           | Baan  |
| --- | --------- | ---- | --------------- | ----- |
| 1.  | 500 meter | 43,1 | 4 februari 1928 | Davos |

## Resultaten
| Jaar | EK Allround | WK Allround | Olympische Spelen                         |
| ---- | ----------- | ----------- | ----------------------------------------- |
| 1922 |             | Zilver      |                                           |
| 1923 | Brons       | 4e          |                                           |
| 1924 | Goud        | Goud        | 500m · 1500m · 5000m · 10.000m · allround |
| 1925 | Zilver      | Brons       |                                           |
| 1926 |             | Zilver      |                                           |
| 1927 | 7e          | 4e          |                                           |
| 1928 | Brons       | 4e          | 500m · 4e 1500m · NF 10.000m              |
| 1929 | Brons       | 4e          |                                           |
| 1930 | NC16        |             | NC16                                      |

### Medaillespiegel
| Kampioenschap     | Goud · | Zilver · | Brons · |
| ----------------- | ------ | -------- | ------- |
| EK Allround       | 1      | 1        | 3       |
| WK Allround       | 1      | 2        | 1       |
| Olympische Spelen | 0      | 2        | 4       |

Onofficiële Europese kampioenschappen

1891: Onbeslist ·
1892: Onbeslist · 
1946: Göthe Hedlund 

Officiële Europese kampioenschappen

1893: Rudolf Ericson · 
1894: Onbeslist ·
1895: Alfred Næss · 
1896: Julius Seyler · 
1897: Julius Seyler · 
1898: Gustaf Estlander · 
1899: Peder Østlund · 
1900: Peder Østlund · 
1901: Rudolf Gundersen · 
1902: Johan Schwartz · 
1903: Onbeslist ·
1904: Rudolf Gundersen · 
1905: Johan Vikander · 
1906: Rudolf Gundersen · 
1907: Moje Öholm · 
1908: Moje Öholm · 
1909: Oscar Mathisen · 
1910: Nikolaj Stroennikov · 
1911: Nikolaj Stroennikov · 
1912: Oscar Mathisen · 
1913: Vasilij Ippolitov · 
1914: Oscar Mathisen · 
1922: Clas Thunberg · 
1923: Harald Strøm · 
1924: Roald Larsen · 
1925: Otto Polacsek · 
1926: Julius Skutnabb · 
1927: Bernt Evensen · 
1928: Clas Thunberg · 
1929: Ivar Ballangrud · 
1930: Ivar Ballangrud · 
1931: Clas Thunberg · 
1932: Clas Thunberg · 
1933: Ivar Ballangrud · 
1934: Michael Staksrud · 
1935: Karl Wazulek · 
1936: Ivar Ballangrud · 
1937: Michael Staksrud · 
1938: Charles Mathiesen · 
1939: Alfons Bērziņš · 
1947: Åke Seyffarth · 
1948: Reidar Liaklev · 
1949: Sverre Farstad · 
1950: Hjalmar Andersen · 
1951: Hjalmar Andersen · 
1952: Hjalmar Andersen · 
1953: Kees Broekman · 
1954: Boris Sjilkov · 
1955: Sigge Ericsson · 
1956: Jevgeni Grisjin · 
1957: Oleg Gontsjarenko · 
1958: Oleg Gontsjarenko · 
1959: Knut Johannesen · 
1960: Knut Johannesen · 
1961: Viktor Kositsjkin · 
1962: Robert Merkoelov · 
1963: Nils Egil Aaness · 
1964: Ants Antson · 
1965: Eduard Matoesevitsj · 
1966: Ard Schenk · 
1967: Kees Verkerk · 
1968: Fred Anton Maier · 
1969: Dag Fornæss · 
1970: Ard Schenk · 
1971: Dag Fornæss · 
1972: Ard Schenk · 
1973: Göran Claeson · 
1974: Göran Claeson · 
1975: Sten Stensen · 
1976: Kay Arne Stenshjemmet · 
1977: Jan Egil Storholt · 
1978: Sergej Martsjoek · 
1979: Jan Egil Storholt · 
1980: Kay Arne Stenshjemmet · 
1981: Amund Sjøbrend · 
1982: Tomas Gustafson · 
1983: Hilbert van der Duim · 
1984: Hilbert van der Duim · 
1985: Hein Vergeer · 
1986: Hein Vergeer · 
1987: Nikolaj Goeljajev · 
1988: Tomas Gustafson · 
1989: Leo Visser · 
1990: Bart Veldkamp · 
1991: Johann Olav Koss · 
1992: Falko Zandstra · 
1993: Falko Zandstra · 
1994: Rintje Ritsma · 
1995: Rintje Ritsma · 
1996: Rintje Ritsma · 
1997: Ids Postma · 
1998: Rintje Ritsma · 
1999: Rintje Ritsma · 
2000: Rintje Ritsma · 
2001: Dmitri Sjepel · 
2002: Jochem Uytdehaage · 
2003: Gianni Romme · 
2004: Mark Tuitert · 
2005: Jochem Uytdehaage · 
2006: Enrico Fabris · 
2007: Sven Kramer · 
2008: Sven Kramer · 
2009: Sven Kramer · 
2010: Sven Kramer · 
2011: Ivan Skobrev · 
2012: Sven Kramer · 
2013: Sven Kramer · 
2014: Jan Blokhuijsen · 
2015: Sven Kramer · 
2016: Sven Kramer · 
2017: Sven Kramer · 
2019: Sven Kramer · 
2021: Patrick Roest · 
2023: Patrick Roest · 
2025: Sander Eitrem